# Atletica leggera agli XI Giochi panafricani - Getto del peso maschile
Il concorso del getto del peso maschile agli XI Giochi panafricani si è svolto il 14 settembre 2015 allo Stade Municipal de Kintélé di Brazzaville, nella Repubblica del Congo.
La gara è stata vinta dal congolese Franck Elemba.

## Podio
| Oro     | Franck Elemba Rep. del Congo |
| Argento | Mohamed Magdi Hamza Egitto   |
| Bronzo  | Jaco Engelbrecht Sudafrica   |

## Programma
| Data              | Ora | Evento |
| ----------------- | --- | ------ |
| 14 settembre 2015 |     | Finale |

## Risultati

### Finale
| Class   | Atleta              | Nazione        | #1    | #2    | #3    | #4    | #5    | #6    | Risultati | Note                                 |
| ------- | ------------------- | -------------- | ----- | ----- | ----- | ----- | ----- | ----- | --------- | ------------------------------------ |
| Oro     | Franck Elemba       | Rep. del Congo | 19.87 | x     | 19.88 | 20.25 | x     | 19.38 | 20.25     | Record dei Giochi · Record nazionale |
| Argento | Mohamed Magdi Hamza | Egitto         | 17.96 | 18.14 | 18.55 | 19.52 | x     | 19.78 | 19.78     |                                      |
| Bronzo  | Jaco Engelbrecht    | Sudafrica      | 18.61 | 19.55 | x     | 19.02 | x     | x     | 19.55     |                                      |
| 4       | Yawo Adantor        | Togo           | 16.18 | 16.44 | 16.60 | 16.76 | 17.64 | x     | 17.64     | Record nazionale                     |
| 5       | Bernard Baptiste    | Mauritius      | 16.55 | 16.10 | x     | 15.62 | 15.58 | 16.08 | 16.55     | Record nazionale                     |
| 6       | Timothée Lingani    | Burkina Faso   | 15.39 | 16.11 | x     | 16.12 | x     | x     | 16.12     | Record nazionale                     |